# Sisoes Wielki
Sisoes Wielki (ur. 367, zm. 429) – wczesnochrześcijański pustelnik prowadzącym ascezę na egipskiej pustyni. Czczony jako święty przez Kościół rzymskokatolicki, prawosławny oraz Kościoły orientalne. Jeden z ojców pustyni.

## Biografia
Sisoes był z pochodzenia Koptem. Urodził się na terenie Egiptu (wówczas część cesarstwa rzymskiego). Jako młody człowiek podjął decyzję o zastaniu pustelnikiem. Udał się na pustynię Wadi an-Natrun (Sketes), gdzie spędzał czas na modlitwie, pokucie i umartwieniach. Przez pewien czas jego nauczycielem był pustelnik Or. Pragnienie znalezienia jeszcze mniej uczęszczanego schronienia skłoniło go do przeprawy przez Nil i ukrycia się na górze, gdzie wcześniej zmarł św. Antoni Wielki. Spędził tam sześćdziesiąt lat.
Już za życia uchodził za świętego. Słynął z pokory i długich postów. Przypisywani mu wiele cudów. Ludzie przychodzili do niego z daleka, aby zasięgnąć jego rady.
Uważany za świętego przez Kościoły prawosławny i katolicki oraz Kościoły orientalne. Cytuje go kilka apoftegmatów ojców pustyni.